# Alte Bäckerei (Dauborn)

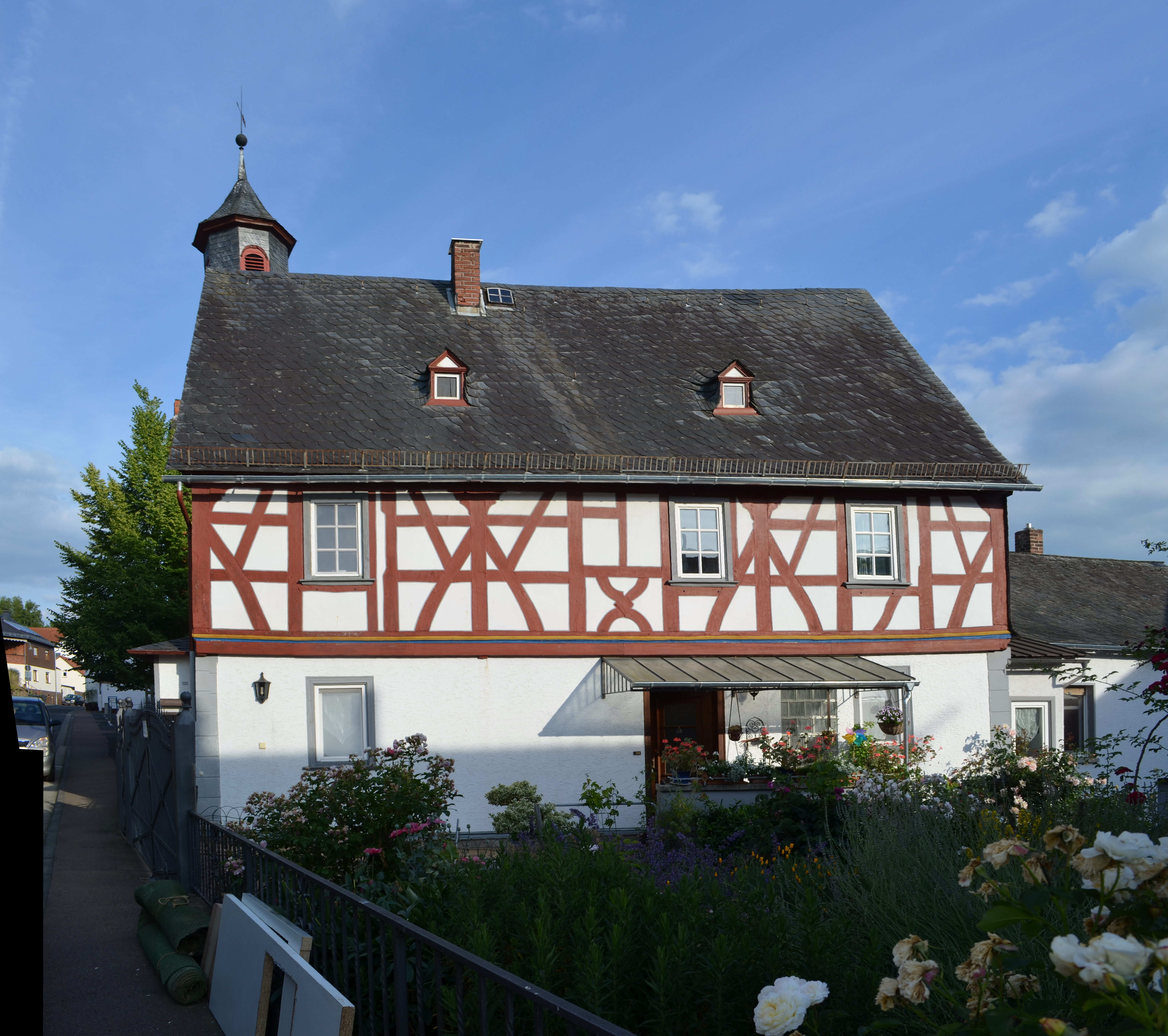
Alte Bäckerei in Dauborn

Die sogenannte Alte Bäckerei in Dauborn, einem Ortsteil der Gemeinde Hünfelden im mittelhessischen Landkreis Limburg-Weilburg, wurde im 18. Jahrhundert errichtet. Das Wohn- und Geschäftshaus an der Eufinger Straße 26, im Ortszentrum von Eufingen, ist ein geschütztes Kulturdenkmal.
Die Alte Bäckerei wurde im Jahr 1768 gegründet. Das zweigeschossige Fachwerkhaus selbst ist wohl etwas älter. 
Der dreizonige Bau wird durch Mannformen mit eingebogenen Fußstreben gruppiert. Einzelne Zierstreben und Profile sind am überständigen Giebel zu sehen. Die alte Fensterung ist teilweise ablesbar. Die kleinen Dachgauben sind an derartigen Wohnhäusern selten.